# 丁国良
丁国良（？—），香港银行家，现任汇丰银行中国副行长。

## 简历
生于香港，祖籍浙江宁波。早年在香港广告行业任职。1978年入香港汇丰银行工作，任汇丰的柜员。1986年，赴汇丰银行上海分行工作，并掌握上海话。1992年，出任汇丰青岛分行副行长。1994年，升任汇丰青岛分行行长。1995年，汇丰银行北京代表处升格为汇丰北京分行。1996年，出任汇丰北京分行任副行长。2003年，升任汇丰北京分行行长。曾获曾获北京大学国际MBA项目工商管理硕士学位。2012年6月，出任汇丰中国副行长，全面负责汇丰中国对外事务、汇丰伦敦总部中国事务部等。现任中国政协北京市第十一届委员会委员、中国银行业协会外资银行工作委员会常务副主任。